# Yeosu
Yeosu (Hán Việt: Lệ Thủy) là một thành phố thuộc tỉnh Jeolla Nam tại Hàn Quốc. Thành phố Yeosu cũ được thành lập vào năm 1949, thành phố Yeocheon được thành lập năm 1986, và huyện Yeocheon đã thống nhất thành thành phố Yeosu mới vào năm 1998.
Thành phố Yeosu bao gồm bán đảo Yeosu cũng như 317 hòn đảo (268 không có cư dân sinh sống). Tại vùng giữa của bờ biển phía nam Hàn Quốc, thành phố kết nối với huyện Namhae của tỉnh Gyeongsang Nam ở phía đông bằng đường thủy, và vịnh Suncheon ở phía tây và tây bắc, thành phố có đất liền giáp với Suncheon. Thành phố có 3 tòa thị chính khác nhau do lịch sử để lại.
Nhờ gió biển, Yeosu có một mùa hè mát và mùa đông ôn hòa hơn so với phần còn lại của đất nước. Khí hậu đại dương đem đến cho Yeosu mộ mùa xuân và mùa thu tương đối dài hơn so với những nơi khác. Yeosu là một thành phố lịch sử và là nơi đặt trụ sở của Căn cứ hải quân tỉnh Jeolla Nam, cùng với đó cũng là nơi là Tam đạo Thủy quân Thống chế sứ (三道水軍統制使 / 삼도 수군 통제사) Lý Thuấn Thần 이순신 đã phát minh ra Geobukseon - 거북선 (tàu con rùa - quy bối thuyền) để phục vụ đất nước trong chiến tranh Nhật Bản - Triều Tiên - 임진왜란 (1592-1598).
Do sự xuất hiện của các khu nghỉ dưỡng quốc tế, cũng như vị trí gần Khu phức hợp công nghiệp Yeocheon, Yeosu đã phát triển nhiều trong những thập niên trở lại đây.

## Khí hậu
| Dữ liệu khí hậu của Yeosu (1981–2010, cao kỉ lục/thấp kỉ lục 1942–nay)   | Dữ liệu khí hậu của Yeosu (1981–2010, cao kỉ lục/thấp kỉ lục 1942–nay) | Dữ liệu khí hậu của Yeosu (1981–2010, cao kỉ lục/thấp kỉ lục 1942–nay) | Dữ liệu khí hậu của Yeosu (1981–2010, cao kỉ lục/thấp kỉ lục 1942–nay) | Dữ liệu khí hậu của Yeosu (1981–2010, cao kỉ lục/thấp kỉ lục 1942–nay) | Dữ liệu khí hậu của Yeosu (1981–2010, cao kỉ lục/thấp kỉ lục 1942–nay) | Dữ liệu khí hậu của Yeosu (1981–2010, cao kỉ lục/thấp kỉ lục 1942–nay) | Dữ liệu khí hậu của Yeosu (1981–2010, cao kỉ lục/thấp kỉ lục 1942–nay) | Dữ liệu khí hậu của Yeosu (1981–2010, cao kỉ lục/thấp kỉ lục 1942–nay) | Dữ liệu khí hậu của Yeosu (1981–2010, cao kỉ lục/thấp kỉ lục 1942–nay) | Dữ liệu khí hậu của Yeosu (1981–2010, cao kỉ lục/thấp kỉ lục 1942–nay) | Dữ liệu khí hậu của Yeosu (1981–2010, cao kỉ lục/thấp kỉ lục 1942–nay) | Dữ liệu khí hậu của Yeosu (1981–2010, cao kỉ lục/thấp kỉ lục 1942–nay) | Dữ liệu khí hậu của Yeosu (1981–2010, cao kỉ lục/thấp kỉ lục 1942–nay) |
| Tháng                                                                    | 1                                                                      | 2                                                                      | 3                                                                      | 4                                                                      | 5                                                                      | 6                                                                      | 7                                                                      | 8                                                                      | 9                                                                      | 10                                                                     | 11                                                                     | 12                                                                     | Năm                                                                    |
| ------------------------------------------------------------------------ | ---------------------------------------------------------------------- | ---------------------------------------------------------------------- | ---------------------------------------------------------------------- | ---------------------------------------------------------------------- | ---------------------------------------------------------------------- | ---------------------------------------------------------------------- | ---------------------------------------------------------------------- | ---------------------------------------------------------------------- | ---------------------------------------------------------------------- | ---------------------------------------------------------------------- | ---------------------------------------------------------------------- | ---------------------------------------------------------------------- | ---------------------------------------------------------------------- |
| Cao kỉ lục °C (°F)                                                       | 17.4 (63.3)                                                            | 18.3 (64.9)                                                            | 22.0 (71.6)                                                            | 27.4 (81.3)                                                            | 33.5 (92.3)                                                            | 32.1 (89.8)                                                            | 37.1 (98.8)                                                            | 36.4 (97.5)                                                            | 33.9 (93.0)                                                            | 28.4 (83.1)                                                            | 27.9 (82.2)                                                            | 20.2 (68.4)                                                            | 37.1 (98.8)                                                            |
| Trung bình ngày tối đa °C (°F)                                           | 6.2 (43.2)                                                             | 8.2 (46.8)                                                             | 12.1 (53.8)                                                            | 17.4 (63.3)                                                            | 21.4 (70.5)                                                            | 24.2 (75.6)                                                            | 27.1 (80.8)                                                            | 28.9 (84.0)                                                            | 25.6 (78.1)                                                            | 21.1 (70.0)                                                            | 14.8 (58.6)                                                            | 9.0 (48.2)                                                             | 18.0 (64.4)                                                            |
| Trung bình ngày °C (°F)                                                  | 2.4 (36.3)                                                             | 4.0 (39.2)                                                             | 7.9 (46.2)                                                             | 13.2 (55.8)                                                            | 17.5 (63.5)                                                            | 20.9 (69.6)                                                            | 24.2 (75.6)                                                            | 25.8 (78.4)                                                            | 22.3 (72.1)                                                            | 17.3 (63.1)                                                            | 10.9 (51.6)                                                            | 5.1 (41.2)                                                             | 14.3 (57.7)                                                            |
| Tối thiểu trung bình ngày °C (°F)                                        | −0.8 (30.6)                                                            | 0.6 (33.1)                                                             | 4.4 (39.9)                                                             | 9.6 (49.3)                                                             | 14.3 (57.7)                                                            | 18.4 (65.1)                                                            | 22.1 (71.8)                                                            | 23.4 (74.1)                                                            | 19.7 (67.5)                                                            | 14.1 (57.4)                                                            | 7.7 (45.9)                                                             | 1.9 (35.4)                                                             | 11.3 (52.3)                                                            |
| Thấp kỉ lục °C (°F)                                                      | −11.9 (10.6)                                                           | −12.6 (9.3)                                                            | −8.8 (16.2)                                                            | −2.3 (27.9)                                                            | 6.8 (44.2)                                                             | 12.6 (54.7)                                                            | 14.3 (57.7)                                                            | 15.6 (60.1)                                                            | 11.6 (52.9)                                                            | 1.9 (35.4)                                                             | −5.3 (22.5)                                                            | −10.8 (12.6)                                                           | −12.6 (9.3)                                                            |
| Lượng Giáng thủy trung bình mm (inches)                                  | 25.1 (0.99)                                                            | 41.3 (1.63)                                                            | 75.7 (2.98)                                                            | 116.6 (4.59)                                                           | 146.5 (5.77)                                                           | 213.7 (8.41)                                                           | 291.5 (11.48)                                                          | 262.9 (10.35)                                                          | 157.1 (6.19)                                                           | 48.1 (1.89)                                                            | 41.8 (1.65)                                                            | 18.6 (0.73)                                                            | 1.439 (56.65)                                                          |
| Số ngày giáng thủy trung bình (≥ 0.1 mm)                                 | 5.2                                                                    | 6.4                                                                    | 8.5                                                                    | 9.1                                                                    | 9.7                                                                    | 10.8                                                                   | 14.4                                                                   | 11.8                                                                   | 9.0                                                                    | 4.9                                                                    | 6.0                                                                    | 4.4                                                                    | 100.2                                                                  |
| Số ngày tuyết rơi trung bình                                             | 3.8                                                                    | 3.0                                                                    | 1.1                                                                    | 0.0                                                                    | 0.0                                                                    | 0.0                                                                    | 0.0                                                                    | 0.0                                                                    | 0.0                                                                    | 0.0                                                                    | 0.5                                                                    | 2.8                                                                    | 11.2                                                                   |
| Độ ẩm tương đối trung bình (%)                                           | 54.6                                                                   | 55.7                                                                   | 59.2                                                                   | 63.0                                                                   | 69.5                                                                   | 77.5                                                                   | 84.6                                                                   | 79.8                                                                   | 72.4                                                                   | 63.5                                                                   | 60.0                                                                   | 56.8                                                                   | 66.4                                                                   |
| Số giờ nắng trung bình tháng                                             | 193.3                                                                  | 186.5                                                                  | 203.4                                                                  | 215.5                                                                  | 220.1                                                                  | 173.6                                                                  | 158.2                                                                  | 196.4                                                                  | 178.6                                                                  | 216.6                                                                  | 190.7                                                                  | 198.3                                                                  | 2.331,3                                                                |
| Phần trăm nắng có thể                                                    | 61.6                                                                   | 60.5                                                                   | 54.8                                                                   | 55.0                                                                   | 50.8                                                                   | 40.1                                                                   | 35.9                                                                   | 47.2                                                                   | 48.0                                                                   | 61.7                                                                   | 61.3                                                                   | 64.8                                                                   | 52.4                                                                   |
| Nguồn: Korea Meteorological Administration (Tỷ lệ khả chiếu, ngày tuyết) |                                                                        |                                                                        |                                                                        |                                                                        |                                                                        |                                                                        |                                                                        |                                                                        |                                                                        |                                                                        |                                                                        |                                                                        |                                                                        |

## Thành phố kết nghĩa
- Cebu, Philippines
- Hàng Châu, Trung Quốc
- Karatsu, Nhật Bản
- Kota Kinabalu, Malaysia[5]
- Newport Beach, Hoa Kỳ
- Sikeston, Hoa Kỳ
- Vanino, Nga
- Uy Hải, Trung Quốc
- Port of Spain, Trinidad và Tobago
- Santiago de Querétaro, México
- Lệ Thủy, Chiết Giang, Trung Quốc